# Bijela Volta
Bijela Volta  ili Nakambe je glavna rijeka koja uz Crnu Voltu i Crvenu Voltu čini rijeku Voltu, većim dijelom toka prolazi kroz Ganu. Bijela Volta izvire na sjeveru Burkine Faso i utječe u jezero Voltu u Gani, dok iz njega prema Gvinejskom zaljevu istječe kao Volta.

## Vanjske poveznice
- (en) Enciklopedija Britannica, članak "White Volta River"